# Amin Esmaeilnezhad
Amin Esmaeilnezhad (in persiano امین اسماعیل‌نژاد‎; Malekan, 17 dicembre 1996) è un pallavolista iraniano, opposto dello Skra Bełchatów.

## Carriera

### Club
La carriera di Amin Esmaeilnezhad inizia nella stagione 2017-18 con il Paykan, nella Super League iraniana; nell'annata 2019-20 passa al Saipa mentre in quella 2021-22 veste la maglia del Shahdab Yazd, con cui vince lo scudetto, premiato anche come miglior giocatore e miglior opposto. Per il campionato 2022-23 viene ingaggiato dal PAS Gorgan, sempre nella massima divisione, premiato ancora una volta come miglior opposto.
Nella stagione 2023-24 si trasferisce in Italia, accettando l'offerta del Verona, in Superlega, mentre in quella successiva è al club polacco dello Skra Bełchatów, in Polska Liga Siatkówki.

### Nazionale
Nel 2015 ottiene viene convocato nella nazionale iraniana under 21, mentre nel 2017 è in quella under 23 con cui si aggiudica la medaglia d'oro al campionato continentale, dove è premiato come miglior opposto.
Nel 2016 ottiene le prime convocazioni nella nazionale maggiore, vincendo, nello stesso anno, l'oro alla Coppa asiatica. Nel 2021 conquista l'oro al campionato asiatico e oceaniano mentre nel 2023 è la volta del bronzo al campionato continentale, premiato come miglior opposto, e dell'oro ai XIX Giochi asiatici.

## Palmarès

### Club
- Campionato iraniano: 1

2021-22

### Nazionale (competizioni minori)
- Coppa asiatica 2016
- Campionato asiatico e oceaniano under 23 2017
- Memorial Hubert Wagner 2022
- Giochi asiatici 2022

### Premi individuali
- 2017 - Campionato asiatico e oceaniano under 23: Miglior opposto
- 2022 - Super League: MVP
- 2022 - Super League: Miglior opposto
- 2023 - Super League: Miglior opposto
- 2023 - Campionato asiatico e oceaniano: Miglior opposto